# آلکانتارا (ماده)

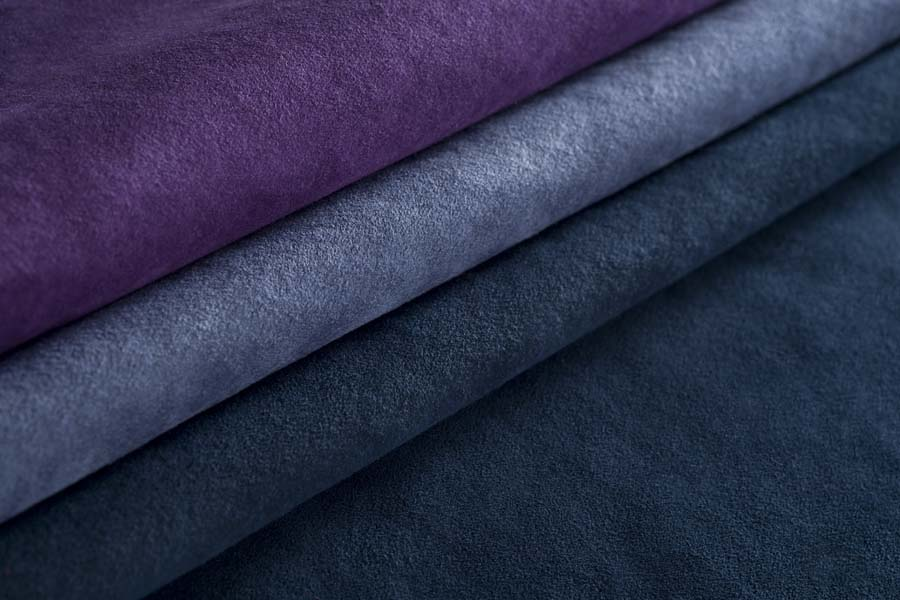
نمونه‌هایی از آلکانتارا

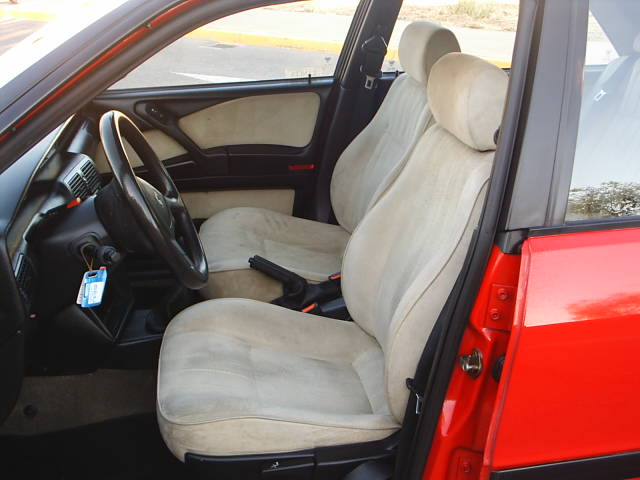
استفاده از آلکانتارا در داخل کابین خودروی لانچیا دلتا

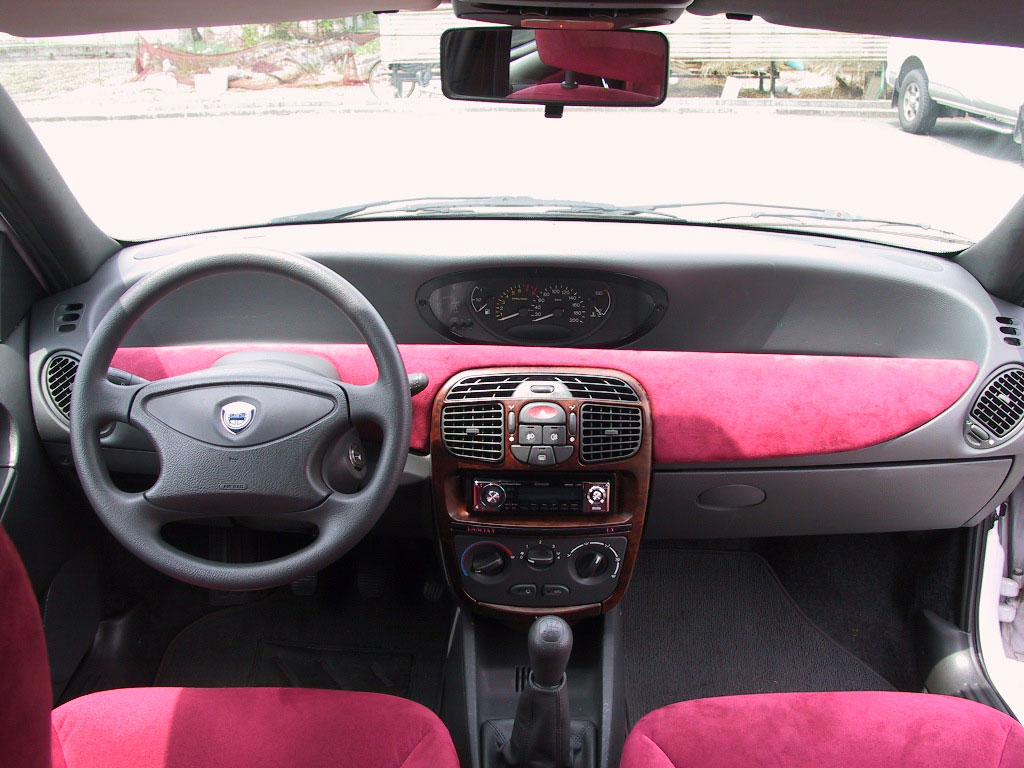
کاربرد پارچهٔ آلکانتارای صورتی در تودوزی لانچیا ایپسیلون

آلکانتارا (انگلیسی: Alcantara) نام برندی برای نوعی مادهٔ پارچهای مصنوعی و پرکاربرد است. این نوع پارچه دارای پرزهای ریز الیاف نرم و جیرمانند است و به‌واسطهٔ دوام بالا شناخته شده‌است. آلکانتارا معمولاً در خودروها و به‌عنوان جایگزینی برای چرم یا وینیل در تزئینات و تودوزی داخلی آن‌ها دیده می‌شود. علاوه بر این، از این ماده در طراحی، مد، محصولات مصرفی الکترونیکی و صنایع دریانوردی نیز استفاده می‌شود.
آلکانتارا با ترکیب یک فرایند ریسندگی پیشرفته (تولید دنیر بسیار کمی از الیاف دوجزئی «جزایر در دریا») و فرایندهای تولید پارچه (سوزن‌زدن، پولیش، نفتله کردن، استخراج، عملیات تکمیل، رزانه زدن و غیره)، که با یکدیگر در تعامل هستند، تولید می‌شود.

## ترکیب‌بندی
آلکانتارا از ترکیب حدود ۶۸٪ پلی‌استر و ۳۲٪ پلی‌اورتان تشکیل شده‌است که منجر به افزایش دوام و مقاومت آن در برابر لکه‌ها می‌شود. ظاهر و جنس این ماده مشابه جیر است و ممکن است با این نوع پارچه اشتباه گرفته‌شود.
این ماده در اوایل دههٔ ۱۹۷۰ میلادی توسط میوشی اوکاموتو، محققی که برای شرکت موارد شیمیایی ژاپنی صنایع تورای کار می‌کرد، توسعه داده‌شد. این ماده بر پایهٔ فناوری یکسان با محصول دیگری از همین شرکت که اولترا سوییت نام داشت، ساخته شد. در حدود سال ۱۹۷۲، به‌واسطهٔ یک سرمایه‌گذاری مشترک میان شرکت مواد شیمیایی ایتالیایی انی و شرکت تورای، شرکت جدیدی تحت نام «آلکانتارا اس‌پی‌ای» جهت تولید و توزیع این ماده تشکیل شد. این شرکت اکنون تحت مالکیت شرکت تورای و شرکت ژاپنی میتسویی قرار دارد.
برخی از انواع آلکانتارا، به جهت برآورده کردن استانداردهای مهم آتش‌سوزی در صنعت مبلمان و صنعت خودروسازی، به‌گونه‌ای سخته می‌شوند که ویژگی پیشگیرندگی شعله را دارا باشند.

## کاربردهای کنونی
از مادهٔ آلکانتارا در مبلمان، پوشاک، جواهرات، کلاه‌های ایمنی و خودروها اسفاده می‌شود. از این ماده به‌عنوان پوشش ضدحریق صندلی راننده در خودروهای مسابقه‌ای فرمول یک، از جمله خودروی ۲۰۱۱ ویلیامز اف‌دبلیو۳۳ نیز استفاده شده‌است. علاوه بر این، در پوشش هدفون‌های سطح بالایی نظیر سنهایزر اچ‌دی۸۰۰، سنهایزر مومنتوم آن-ایر، بوز کوایت‌کامفورت ۳۵، و نیز سایر محصولات مصرفی مانند پوشش صفحه‌کلید مایکروسافت برای دستگاه‌های سرفیس پرو (۲۰۱۷) و سرفیس گو، صفحه‌کلید لپ‌تاپ سرفیس مایکروسافت و قاب‌های ساخته‌شده برای دستگاه‌های سامسونگ گلکسی اس۸، اس۸+، اس۹، اس۹+ و نوت ۸ از این ماده استفاده می‌شود. در کپسول فضایی کرو دراگون شرکت اسپیس‌اکس نیز از پوشش آلکانتارا استفاده شده‌است.